# Aciagrion occidentale
Aciagrion occidentale е вид водно конче от семейство Coenagrionidae. Видът е незастрашен от изчезване.

## Разпространение
Разпространен е във Виетнам, Индия (Андхра Прадеш, Гоа, Карнатака, Керала, Мадхя Прадеш, Махаращра, Ориса и Тамил Наду), Камбоджа, Тайланд и Шри Ланка.